# QNX
QNX (pronunciado Q.N.X. o Quiu-nex) es un sistema operativo de tiempo real de tipo Unix que cumple con la norma POSIX, desarrollado por QNX Software Systems, una empresa canadiense que fue adquirida por BlackBerry en abril de 2010, convirtiéndose así en subsidiaria de esta última. Es desarrollado principalmente para su uso en sistemas embebidos, y está disponible para las arquitecturas x86, MIPS, PowerPC, SH4 (incluida la videoconsola Dreamcast con una versión muy limitada), ARM, StrongARM, xScale y BlackBerry Playbook. QNX está basado en una arquitectura de kernel micronúcleo que proporciona características de estabilidad avanzadas de memoria protegida frente a fallos de dispositivos, aplicaciones, etc.
Photon o Photon microGUI es el sistema de ventanas (servidor y cliente) de QNX, aunque también funciona una versión X Window. En lo que refiere a las implementaciones para trabajar la interfaz gráfica, QNX es compatible con pipelines para combinar varias tecnologías en una misma imagen. Puede trabajar con OpenGL, HTML5, y Qt 5 en una misma pantalla.
Los sistemas operativos de tiempo real son interesantes para situaciones donde sea absolutamente necesaria una toma continua de, por ejemplo, muestras de datos. Basándose en este interés, existen diversos proyectos para crear versiones en tiempo real de otros sistemas.

## Variantes de QNX
El microkernel de QNX, llamado Neutrino, está implementado en 4 variantes que desarrolla y comercializa la compañía:
- QNX Neutrino RTOS

Esta versión es la más completa y robusta pensada para cumplir los requerimientos de sistemas embebidos. Es un microkernel real de arquitectura modular.
- QNX OS for Safety

Está diseñada para cumplir con las normas ISO 26262 en ASIL D y las normas IEC 61508 en SIL3. Provee de un sistema diseñado sobre una base segura, para implementar en sistemas críticos como automóviles, trenes y automatización industrial.
- QNX OS for Medical

Cumple las normas IEC 62304 y está diseñado para reducir el esfuerzo en el desarrollo de dispositivos médicos que requieren de aprobaciones regulativas.
- QNX OS for Security

Es un RTOS de características completas, certificado en norma ISO/IEC 15408 EAL 4+.